# Nemzeti Bajnokság I 2024-25
La Nemzeti Bajnokság I 2024-25 fue la 123.ª temporada de la Primera División de Hungría. El nombre oficial de la liga es OTP Bank Liga por razones de patrocinio. El torneo comenzó el 26 de julio de 2024 y finalizó el 25 de mayo de 2025.
El club Ferencvaros de la ciudad de Budapest es el campeón defensor, tras conseguir la temporada pasada su trigesimoquinta liga de su historia y la quinta consecutiva.

## Sistema de competición
Los doce equipos participantes jugarán entre sí todos contra todos tres veces totalizando 33 partidos cada uno, al término de la jornada 33 el primer clasificado se coronará campeón y obtendrá un cupo para la Primera ronda de la Liga de Campeones 2025-26, el segundo y tercer clasificado obtendrán un cupo para la Segunda ronda de la Liga Conferencia 2025-26 y los dos últimos clasificados descenderán a la Nemzeti Bajnokság II 2025-26.
Un tercer cupo para la Primera ronda de la Liga Europa 2025-26 será asignado al campeón de la Copa de Hungría 2024-25.

## Ascensos y descensos
Al término de la temporada 2023-24, descendieron el Kisvárda y el Mezőkövesdi, y ascendieron de la Nemzeti Bajnokság II el campeón Nyíregyháza que vuelve después de nueve temporadas tras descender en la temporada 2014-15 y el subcampeón Győri que también regresa tras nueve años fuera de la máxima categoría.
| Pos. | Descendidos de la Nemzeti Bajnokság I 2023-24 |
| ---- | --------------------------------------------- |
| 11.º | Kisvárda                                      |
| 12.º | Mezőkövesdi                                   |

| Pos. | Ascendidos de la Nemzeti Bajnokság II 2022-23 |
| ---- | --------------------------------------------- |
| 1.º  | Nyíregyháza Spartacus                         |
| 2.º  | Győri ETO                                     |

## Información de los equipos
| Club                     | Ciudad                 | Estadio                  | Capacidad |
| ------------------------ | ---------------------- | ------------------------ | --------- |
| Debreceni VSC            | Debrecen               | Nagyerdei Stadion        | 20,340    |
| Diósgyőri VTK            | Miskolc                | DVTK Stadion             | 15,325    |
| Fehérvár FC              | Székesfehérvár         | MOL Aréna Sóstó          | 14,144    |
| Ferencvárosi TC          | Budapest (Ferencváros) | Groupama Aréna           | 22,043    |
| Győri ETO FC             | Győr                   | ETO Park                 | 16,000    |
| Kecskeméti TE            | Kecskemét              | Széktói Stadion          | 6,300     |
| MTK Budapest             | Budapest (Józsefváros) | Estadio Nándor Hidegkuti | 5,322     |
| Nyíregyháza Spartacus FC | Nyíregyháza            | Városi Stadion           | 10,500    |
| Puskás Akadémia FC       | Felcsút                | Pancho Aréna             | 3,816     |
| Paksi FC                 | Paks                   | Fehérvári úti Stadion    | 6,150     |
| Újpest FC                | Budapest (Újpest)      | Estadio Ferenc Szusza    | 12,670    |
| Zalaegerszegi TE         | Zalaegerszeg           | ZTE Aréna                | 11,200    |

## Clasificación
| Pos. | Equipo                | Pts. | PJ | G  | E  | P  | GF | GC | Dif. | Clasificación 2025–26                                     |
| ---- | --------------------- | ---- | -- | -- | -- | -- | -- | -- | ---- | --------------------------------------------------------- |
| 1    | Ferencvárosi (C)      | 69   | 33 | 20 | 9  | 4  | 64 | 31 | +33  | Primera fase clasificatoria de la Liga de Campeones       |
| 2    | Puskás Akadémia       | 66   | 33 | 20 | 6  | 7  | 58 | 38 | +20  | Segunda fase clasificatoria de la Liga Europa Conferencia |
| 3    | Paksi                 | 57   | 33 | 16 | 9  | 8  | 65 | 47 | +18  | Primera ronda clasificatoria de la Liga Europa            |
| 4    | Győri ETO             | 53   | 33 | 14 | 11 | 8  | 49 | 37 | +12  | Segunda fase clasificatoria de la Liga Europa Conferencia |
| 5    | MTK Budapest          | 46   | 33 | 13 | 7  | 13 | 53 | 47 | +6   |                                                           |
| 6    | Diósgyőri VTK         | 44   | 33 | 11 | 11 | 11 | 43 | 51 | −8   |                                                           |
| 7    | Újpest                | 41   | 33 | 9  | 14 | 10 | 35 | 43 | −8   |                                                           |
| 8    | Nyíregyháza Spartacus | 36   | 33 | 9  | 9  | 15 | 31 | 52 | −21  |                                                           |
| 9    | Debreceni             | 34   | 33 | 9  | 7  | 17 | 52 | 59 | −7   |                                                           |
| 10   | Zalaegerszegi         | 34   | 33 | 7  | 13 | 13 | 35 | 42 | −7   |                                                           |
| 11   | Fehérvár (D)          | 31   | 33 | 8  | 7  | 18 | 34 | 52 | −18  | Descenso a NB II                                          |
| 12   | Kecskeméti (D)        | 25   | 33 | 4  | 13 | 16 | 31 | 53 | −22  | Descenso a NB II                                          |

Actualizado a los partidos jugados el 25 de mayo de 2025.
 Fuente: Soccerway
Criterios de clasificación: • Puntos • Partidos ganados • Diferencia de gol • Goles marcados • Puntos directos • Diferencia de gol directa • Goles marcados de visita directos • Ranking juego limpio • Sorteo.
Notas:
1. ↑  El Paksi se clasificó a la Liga Europa como campeón de la Copa de Hungría.

## Resultados
| Local \ Visitante     | DEB | DIO | FEH | FER | GYO | KEC | MTK | NYI | PAK | PUS | UJP | ZTE |
| --------------------- | --- | --- | --- | --- | --- | --- | --- | --- | --- | --- | --- | --- |
| Debreceni             | —   | 0–1 | 1–2 | 5–4 | 2–2 | 2–2 | 2–3 | 3–1 | 0–5 | 1–2 | 1–2 | 3–1 |
| Diósgyőri VTK         | 3–1 | —   | 1–0 | 0–2 | 0–0 | 1–0 | 0–2 | 1–2 | 2–2 | 2–1 | 1–1 | 2–1 |
| Fehérvár              | 2–0 | 3–1 | —   | 1–3 | 0–1 | 6–1 | 1–0 | 2–0 | 1–2 | 1–0 | 0–1 | 1–1 |
| Ferencvárosi          | 2–2 | 3–3 | 2–0 | —   | 2–2 | 1–0 | 0–0 | 2–1 | 0–2 | 3–0 | 1–0 | 1–0 |
| Győri ETO             | 0–3 | 3–4 | 3–1 | 1–1 | —   | 1–2 | 1–2 | 1–1 | 2–1 | 0–2 | 3–0 | 2–0 |
| Kecskeméti            | 1–1 | 0–0 | 0–0 | 0–1 | 2–1 | —   | 5–0 | 0–2 | 2–2 | 0–3 | 1–3 | 1–0 |
| MTK Budapest          | 0–2 | 1–0 | 3–2 | 1–3 | 2–2 | 3–1 | —   | 3–0 | 3–1 | 0–1 | 4–1 | 1–1 |
| Nyíregyháza Spartacus | 3–2 | 0–2 | 3–3 | 0–1 | 2–1 | 0–0 | 2–0 | —   | 4–2 | 0–3 | 0–0 | 1–1 |
| Paksi                 | 4–3 | 3–4 | 2–0 | 3–1 | 1–1 | 1–0 | 4–2 | 2–1 | —   | 2–1 | 2–1 | 2–2 |
| Puskás Akadémia       | 1–0 | 1–1 | 3–0 | 1–0 | 0–3 | 4–2 | 1–0 | 3–1 | 3–1 | —   | 1–1 | 2–1 |
| Újpest                | 3–0 | 0–0 | 4–1 | 0–0 | 0–0 | 1–1 | 1–5 | 1–0 | 0–0 | 1–2 | —   | 1–2 |
| Zalaegerszegi         | 2–1 | 2–1 | 0–1 | 2–2 | 1–2 | 2–1 | 0–1 | 0–0 | 3–1 | 4–2 | 0–2 | —   |

| Local \ Visitante     | DEB | DIO | FEH | FER | GYO | KEC | MTK | NYI | PAK | PUS | UJP | ZTE |
| --------------------- | --- | --- | --- | --- | --- | --- | --- | --- | --- | --- | --- | --- |
| Debreceni             | —   | 4–1 | –   | 0–1 | –   | –   | 0–0 | –   | 0–0 | –   | –   | 4–3 |
| Diósgyőri VTK         | –   | —   | –   | 1–1 | 2–4 | 2–1 | 2–1 | –   | 0–2 | –   | –   | 1–1 |
| Fehérvár              | 0–3 | 0–0 | —   | –   | –   | –   | 1–1 | –   | 0–2 | –   | –   | 0–2 |
| Ferencvárosi          | –   | –   | 3–0 | —   | –   | 4–0 | –   | 7–0 | –   | 1–1 | 2–0 | –   |
| Győri ETO             | 0–0 | –   | 1–0 | 1–2 | —   | –   | 2–1 | –   | 2–0 | 2–0 | –   | –   |
| Kecskeméti            | 1–3 | –   | 2–2 | –   | 1–1 | —   | –   | 2–2 | –   | 0–1 | 0–0 | –   |
| MTK Budapest          | –   | –   | –   | 2–3 | –   | 2–1 | —   | 3–0 | 1–2 | –   | 1–3 | –   |
| Nyíregyháza Spartacus | 1–0 | 0–0 | 1–0 | –   | 0–1 | –   | –   | —   | –   | 0–2 | –   |     |
| Paksi                 | –   | –   | –   | 2–3 | –   | 1–1 | –   | 2–0 | —   | 2–2 | 6–1 | –   |
| Puskás Akadémia       | 4–2 | 4–3 | 3–1 | –   | –   | –   | 1–1 | –   | –   | —   | –   | 2–1 |
| Újpest                | 2–1 | 1–1 | 2–2 | –   | 2–3 | –   | –   | 2–2 | –   | 1–1 | —   | –   |
| Zalaegerszegi         | –   | –   | –   | 0–2 | 0–0 | 0–0 | 1–1 | –   | 1–1 | –   |     | —   |

## Goleadores
Actualizado al 25 de mayo de 2025
| Pos. | Jugador           | Equipo          | Goles |
| ---- | ----------------- | --------------- | ----- |
| 1    | Dániel Böde       | Paksi           | 15    |
| 2    | Marin Jurina      | Debreceni       | 13    |
| 2    | Donát Bárány      | MTK Budapest    | 13    |
| 4    | Brandon Domínguez | Debreceni       | 12    |
| 4    | Barna Tóth        | Paksi           | 12    |
| 4    | Barnabás Varga    | Ferencvárosi    | 12    |
| 4    | Zsolt Nagy        | Puskás Akadémia | 12    |